# トラヴェラー (潜水艦)
トラヴェラーはイギリス海軍の潜水艦。T級。

## 艦歴
グリーノックのスコッツ社で1940年1月17日起工、1941年8月27日進水。1942年4月10日就役。
「トラヴェラー」はその艦歴のうち大半を地中海で過ごした。イタリア商船「Albachiara」を沈めたが、イタリア商船「Ezilda Croce」、イタリア巡洋艦「カッタロ」（元ユーゴスラビア海軍「ダルマチア」、ドイツ海軍「ニオベ」）、イタリアのタンカー「Proserpina」（元フランス「Beauce」）、イタリア水雷艇「カストーレ」、「チクローネ」に対する攻撃は失敗に終わっている。また、詳細不明の潜水艦2隻に対する攻撃も主張している。
1942年11月28日、マルタよりタラント湾の哨戒へと出撃。チャリオットによる攻撃（プリンシパル作戦）のためのタラント港偵察を行う。「トラヴェラー」はこの作戦から帰還せず、12月12日に期限超過と報告された。12月4日ごろにイタリアの機雷に触れ沈没したと見られている。